# Sportpark Kelsterbach
Het Sportpark Kelsterbach is een multifunctioneel stadion in Kelsterbach, een plaats in Duitsland. Het stadion wordt vooral gebruikt voor voetbalwedstrijden, de voetbalclub Viktoria Kelsterbach maakt gebruik van dit stadion. In het stadion is plaats voor 5.000 toeschouwers. Het stadion werd geopend op 1 mei 1956.

## Interland
| Voetbalinterland | Voetbalinterland | Voetbalinterland       | Voetbalinterland | Voetbalinterland  | Voetbalinterland |
| №                | Datum            | Wedstrijd              | Uitslag          | Competitie        | Toeschouwers     |
| ---------------- | ---------------- | ---------------------- | ---------------- | ----------------- | ---------------- |
| 1                | 30 mei 2012      | Andorra – Azerbeidzjan | 0–0              | Vriendschappelijk | 50               |